# Aleksandr Lébed
Aleksandr Ivánovich Lébed (en ruso: Александр Иванович Лебедь) (Novocherkask, 20 de abril de 1950 - Krasnoyarsk, 28 de abril de 2002) fue un teniente general y político de Rusia. Quedó tercero en las elecciones presidenciales de Rusia de 1996 con el 14,5% del voto nacional, representando al Congreso de las Comunidades Rusas. Más tarde fue secretario del Consejo de Seguridad y en esta posición tuvo un papel fundamental en el final de la primera guerra chechena en 1996. Después de ser sustituido por Borís Yeltsin, ganó las elecciones como gobernador del krai de Krasnoyarsk, la segunda región más grande de Rusia, en 1998. Sirvió cuatro años en esta última posición, hasta su muerte en un accidente de helicóptero Mil Mi-8. Según la comisión estatal, la causa del desastre fue "preparación insatisfactoria de la tripulación para el vuelo". Se ha sugerido que la causa del desastre podría ser el sabotaje (se colocó un dispositivo explosivo controlado remotamente en la pala del rotor), y hay informes contradictorios de que el gobernador ordenó a la tripulación que siguiera volando a pesar del mal tiempo, y la negación de esto. Sus restos descansan en el Cementerio Novodévichi en Moscú.